# COIG
COIG S.A. (dawniej: Centralny Ośrodek Informatyki Górnictwa S.A.) to firma specjalizująca się w dostarczaniu kompleksowych, dedykowanych rozwiązań informatycznych, wspomagających procesy zarządzania. Spółka umiejętnie wykorzystuje kilkudziesięcioletnie doświadczenie i najnowsze osiągnięcia informatyki dla zapewnienia klientom wsparcia w obszarach zastosowań IT oraz cyberbezpieczeństwa. Oferuje rozwiązania w wielu obszarach, począwszy od podstawowych zagadnień wspomagania zarządzania w dużych organizacjach o strukturze korporacyjnej, poprzez informatyzację urzędów administracji publicznej, aż po funkcjonalne rozwiązania dla małych i średnich jednostek organizacyjnych.